# Der Kommissar und die Angst
Der Kommissar und die Angst ist ein deutscher Fernsehfilm von Andreas Senn aus dem Jahr 2024. Es ist die vierte Folge der Krimireihe Der Kommissar und … mit Hauptdarsteller Roeland Wiesnekker in der Rolle des Berliner Ermittlers Martin Brühl. Der Film wurde am 29. April 2024 im ZDF als Fernsehfilm der Woche erstmals ausgestrahlt.

## Handlung
Kommissar Martin Brühl erwacht morgens in einem leeren Bett. Da von seiner Partnerin Susanne jede Spur fehlt, ahnt er direkt Schlimmes.
Polizeipsychologin Susanne Koch war zur falschen Zeit am falschen Ort. Sie wurde nachts auf ihrem Heimweg von einer vor Martin verheimlichten Verabredung Zeugin, wie ein Geldautomat gesprengt wurde. Dabei wurde Susanne schwer verletzt und die Täter nahmen sie daraufhin mit.
Martins erster Verdacht richtet sich sofort einen ehemaligen Kommilitonen von Susanne hatte dieser doch vor Kurzem den Kontakt zu Susanne wieder aufgenommen. Der Kommissar kann zwar seinen Vorgesetzten Mattuschek überzeugen, dass seine Partnerin Opfer eines Verbrechens wurde, darf allerdings nicht an dem Fall mitarbeiten. Den Grund liefert Martin daselbst, immer wieder gehen ihm die Nerven durch und er verliert seine berufliche Professionalität.
Natürlich recherchiert Martin trotz der Zweifel seines Vorgesetzten weiter und erfährt so von Susannes Verabredung.
Im weiteren Verlauf stellt das Team um Eli Wiesner und Frauke Buhr einen Zusammenhang zwischen Susannes Verschwinden und einer Serie professionell organisierter Geldautomatensprengungen her. Kommissar Martin kommt dadurch auf einen furchtbaren Verdacht. Dazu muss er sich auch noch der Konkurrenz durch LKA-Beamtin Laura Krain erwehren. Laura erwächst für Martin dank überlegener Hierarchie und ihrer Distanz zum Fall zu einer Gegnerin aus den eigenen Reihen.

## Produktion
Die Dreharbeiten zu Der Kommissar und die Angst fanden vom 21. Februar bis zum 23. März 2023 in Berlin und Brandenburg statt. Die Produktion erfolgte im Auftrag des ZDF durch die goodfriends Filmproduktion.

## Rezeption

### Kritik
Martina Kalweit schrieb bei tittelbach.tv: „Immer unter Druck pendelt Wiesnekker alias Brühl mit gewohnt verknautschter Miene und traurigen Augen zwischen schlafloser Apathie und emotionalen Ausnahmezuständen. Dagegen bewahrt Susanne Koch die Fassung und macht ihrem Job alle Ehre. […] Zum Finale spannt sie dafür noch ihren vermögenden Exfreund ein und vertraut auf Brühl. Wo der stets zweifelnde Kommissar Verdacht schöpft, sieht Koch den Nutzen für sich und ihre Situation. Obwohl frei, übernimmt er also den schwachen und sie, […], den stärkeren Part. Für Meike Droste eine dankbare Rolle, die sie kühl und doch einnehmend spielt. Spätestens damit ist ‚Der Kommissar und die Angst‘ dem Psychodrama näher als knallharter Krimispannung.“
Bei Filmrezensionen.de wertete Oliver Armknecht: „Nicht wirklich spannend“ – „Schließlich hatten die letzten beiden Filme auch schon dieses Thema gehabt“. Da sei „für eine so selten erscheinende Reihe (...) doch eine größere Vielfalt wünschenswert“ zumal „diesmal der Protagonist persönlich involviert ist. Das Ergebnis ist dabei zwiespältig. Auf der einen Seite gibt dies Roeland Wiesnekker die Gelegenheit, sein schauspielerisches Talent unter Beweis zu stellen. Von Anfang an wurde Brühl in der Reihe als psychisch labil konzipiert. Wenn das Leben seiner Partnerin auf dem Spiel steht, dürfen dann in Der Kommissar und die Angst endgültig die Sicherungen durchbrennen. Auf der anderen Seite sind solche persönlichen Verbindungen immer eine recht billige Methode, um Spannung erzeugen zu wollen.“
„Auch der vierte Fall der ‚Der Kommissar und...‘-Reihe lebt vom sympathisch knautschgesichtigen Charme des Brühl-Darstellers Roeland Wiesnekker. Der Trick der Reihe ist, dass ab einem bestimmten Punkt der Geschichte der Zuschauer mehr weiß als der Ermittler und nun mitfiebert, ob der scheinbar etwas tranige, tatsächlich aber blitzgescheite Kommissar rechtzeitig in die Puschen kommt.“, meinten die Kritiker der Fernsehzeitschrift TV Spielfilm über den Film und bewerteten diesen mit dem Daumen nach oben.

### Einschaltquoten
Die Erstausstrahlung von Der Kommissar und die Angst am 29. April 2024 wurde in Deutschland von 5,84 Millionen Zuschauern gesehen und erreichte einen Marktanteil von 23,2 % für das ZDF.